# Botanophila oraria
Botanophila oraria är en tvåvingeart som först beskrevs av Collin 1967.  Botanophila oraria ingår i släktet Botanophila och familjen blomsterflugor. Arten har ej påträffats i Sverige. Inga underarter finns listade i Catalogue of Life.